# 月球号系列探测器

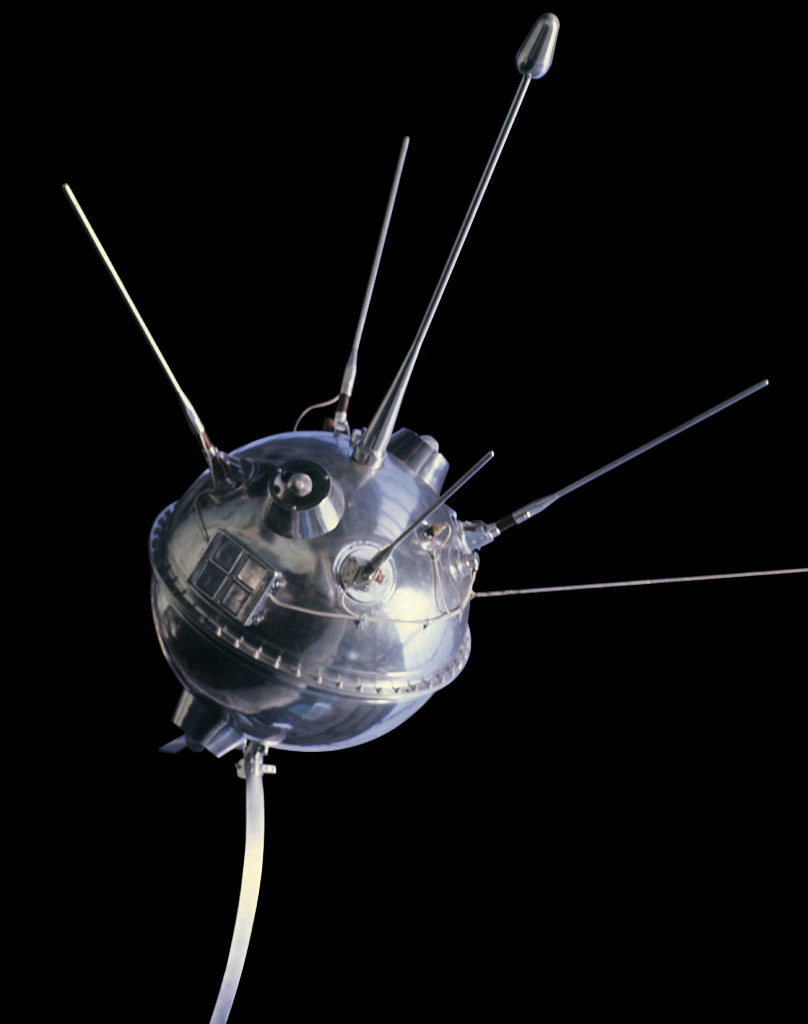
月球1号

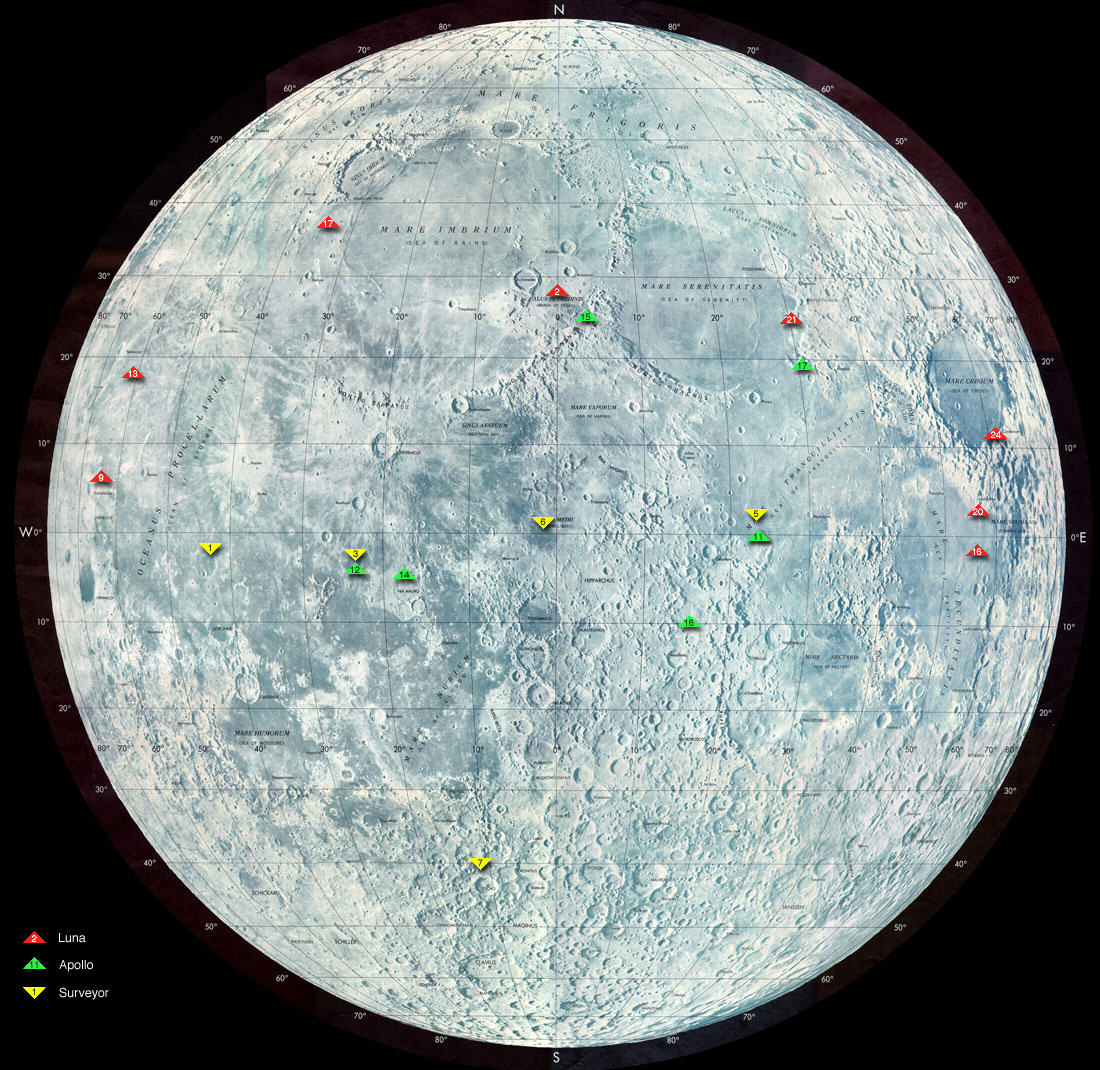
月球号系列探测器降落在月球上的位置标记为红色;阿波罗登月计划为绿色，和測量員計畫为黄色。

月球号（羅馬化：Luna，直译：月亮）是苏联的第一个月球探测计划“月球计划”中所使用的空间探测器的名称。美国方面的对应计划是“先驱者计划”。先驱者计划所使用的探测器被命名为先驱者。
美国第一个发射月球探测器——先驱者0号（1958年8月17日）但爆炸了，探测任务失败。苏联人在美国人经历挫折1个月之后才做出第一次尝试（1958年9月23日，探测器未命名），同样也失败了。月球号的前3次发射均未能接近月球。直到1959年1月2日发射的月球1号飞掠月球，使该系列最终成为人类的第一个取得成果的太空探测计划。

## 探测器的正式名称
月球1号、月球2号和月球3号这三艘最早的探测器的俄语名字是，以后的探测器均被命名为。中文刊物一般不加区别都翻译成月球号。

## 月球号探测器列表
| 探测器编号     | 发射时间       |
| 苏联时期       | 苏联时期       |
| -------------- | -------------- |
| 未命名         | 1958年9月23日  |
| 未命名         | 1958年10月11日 |
| 未命名         | 1958年12月4日  |
| 月球1号        | 1959年1月2日   |
| 未命名         | 1959年6月18日  |
| 月球2号        | 1959年9月12日  |
| 月球3号        | 1959年10月4日  |
| 未命名         | 1960年4月15日  |
| 未命名         | 1960年4月19日  |
| 未命名         | 1963年1月4日   |
| 未命名         | 1963年2月3日   |
| 月球4号        | 1963年4月2日   |
| 未命名         | 1964年3月21日  |
| 未命名         | 1964年4月20日  |
| 未命名         | 1965年4月10日  |
| 月球5号        | 1965年5月9日   |
| 月球6号        | 1965年6月8日   |
| 月球7号        | 1965年10月4日  |
| 月球8号        | 1965年12月3日  |
| 月球9号        | 1966年1月31日  |
| 月球10号       | 1966年3月31日  |
| 月球11号       | 1966年8月24日  |
| 月球12号       | 1966年10月22日 |
| 月球13号       | 1966年12月21日 |
| 月球14号       | 1968年4月7日   |
| 月球15号       | 1969年7月13日  |
| 月球16号       | 1970年9月12日  |
| 月球17号       | 1970年11月10日 |
| 月球18号       | 1971年9月2日   |
| 月球19号       | 1971年9月28日  |
| 月球20号       | 1972年2月14日  |
| 月球21号       | 1973年1月8日   |
| 月球22号       | 1974年6月2日   |
| 月球23号       | 1974年10月28日 |
| 月球24号       | 1976年8月14日  |
| 俄罗斯联邦时期 |                |
| 月球25号       | 2023年8月10日  |

另外，在月球号系列中有2个被编入了多用途的宇宙号系列卫星的编号之中。它们是1965年的宇宙-60和1966年的宇宙-111。